# Télévision Tunisienne 1
Télévision Tunisienne 1 (التلفزة التونسية الوطنية 1), también conocido como Al Wataniya Wataniya 1 o 1 (Nationale 1) es una cadena de televisión pública de Túnez convencional.

## Historia de la cadena RTT
La primera emisión de televisión en Túnez fue el 15 de diciembre de 1963 con ocasión de la solemne celebración de la crisis de Bizerta; la retransmisión se llevó a cabo con la asistencia técnica de la televisión Italiana, la Rai 1. En 1964, Mohamed Mzali fue nombrado CEO de RTT (Túnez Radio y Televisión) es responsable de la puesta en marcha de la televisión nacional. En octubre del mismo año, las emisiones de RTT de Bizerta Congreso del Partido Socialista Destour cuya presentación se encomienda a Malika Ben Khamsa.
La primera emisión experimental, que tendrá lugar el 1 de octubre de 1965 por una hora y cuarto, está disponible para los residentes de Túnez y sus banlieue2 utilizando transmisor VHF Boukornine que transmite los programas de la televisión italiana. El 29 de octubre del mismo año, una segunda sesión experimental duró dos horas y media.
Cada vez, es la música, sino también el teatro y la magia que se emite en vivo. El 31 de octubre, televisión en vivo difunde el primer partido de fútbol de la historia, desde la etapa de Chedly-Zouiten. Durante las tres sesiones experimentales, las emisiones italianas se interrumpen temporalmente.
El 7 de enero de 1966, con la puesta en marcha del emisor Zaghouan, las emisiones son más regulares y de la prensa tunecina comenzaron a publicar la parrilla de programación de la RTT, junto con la de la televisión italiana.
El 31 de mayo de ese año, la televisión tunecina, conocida como la RTT (إ ت ت), fue inaugurada oficialmente por el presidente Habib Bourguiba. En 1967, un año después de su nacimiento, la televisión tunecina emite tres horas de programas por día: dos son en árabe y francés. En este contexto, se desarrolla la cooperación con la televisión francesa, incluyendo la televisión suiza que ofrece programas y da la bienvenida a los internos en sus estudios de Ginebra.
El mismo año, se difunde y retransmite los televisores Juegos Mediterráneos mediterráneos organizados en Túnez. Durante los dos primeros años de emisiones, sin VCR, RTT emite sus programas, incluyendo dramas, en vivo.
Los primeros coches-gobernados para la producción de color son adquiridos en el año 1975; se inicia la cadena para producir la programación para el final de 1976. En 1977, se emite la primera edición del color de la Copa Mundial de la FIFA Sub-20 celebrada en Túnez. En junio del mismo año el laboratorio de cine RTT comienza a desarrollar películas en color.

## Organización

### Directores
Sadok Bouaben: 1998 - 2000
Zouheir gombri: hasta el 7 de julio de 2008
Lotfi Ben Nasr: 7 de julio de 2008 a 24 de agosto de 2009
Hamadi Arafa: August 24, 2009 al 31 de agosto de 2009 (en funciones)
Lotfi Ben Nasr: 31 de mayo de 2009 hasta el 31 de enero de 2011
Sadok Bouaben 31 de enero de 2011 - 30 de junio 20124
Abdelaziz Touati: 2 de septiembre 20125-8 20146 janvier

## Capital
La televisión tunecina es financiada al 100% por el Estado.

## Sede
La cadena ocupa el local de 45 años inicialmente reservado a Radio Túnez. Cuando se lanzó en 1966, trabaja en tres estudios de televisión de la casa de la RTT en el número 71 Avenue de la Liberté en Túnez:
- Studio 9, antiguo teatro estudio de radio, convertido en 1965 en una meseta de 180 m²; la gobernanza del estudio después de haber sido instalado posteriormente, los equipos técnicos trabajan en 1966 de un coche-Marconi gobernados;
- Studio 10, para la producción de programas y el logro de los noticieros;
- Studio 11, dispuestas de un estudio local cercano 9 para albergar una pequeña bandeja para locutores y control maestro.

Dos estudios más han añadido más tarde: Studio 12 (previsto para albergar una segunda cadena cuyo proyecto data de 1969) y el 15 de estudio amueblado en la década de 1990, en el antiguo laboratorio de revelado de películas para albergar las noticias.
La estrechez del gobierno de Túnez alienta locales, a partir de finales de 1960 para poner en marcha un proyecto para construir una televisión en casa. Una licitación internacional fue lanzada e incluso ganó por una empresa griega, pero el proyecto finalmente no funcionó.
La idea renació a mediados de la década de 1980, pero los planes quedaron de nuevo en el cajón. La Liga Árabe, con sede en Túnez desde 1979, puso en marcha a finales de 1980 un sitio de construcción enorme para la construcción de una nueva sede de Túnez. El trabajo es muy avanzada cuando los miembros decidieron en 1990, después de la reincorporación de Egipto envió de nuevo a la sede de la organización en El Cairo. Un acuerdo entre el gobierno de Túnez y las llamadas de la Liga Árabe para la transferencia de la enorme edificio en construcción en Túnez; reformas largas son luego lanzadas para transformar lo que fue diseñado para ser la sede de una organización internacional en un televisor en casa. El altavoz grande programada para acoger congresos y reuniones es, como tal, convertida en un estudio de 900 m². Sólo el 15 de marzo de 2010 a las 02 a.m. que las cadena de 30 aperturas transmisoras de la nueva sede de la televisión en el Boulevard de la Liga Árabe, donde celebró cuatro estudios: uno de 900 m², otra 300 m² y dos estudios más pequeños para pequeñas producciones.

## Programas

### Emisiones
- Le Dictionnaire politique
- La Cour des partis politiques
- Espace famille
- Hak El Ikhtilaf
- Face à la presse
- Revue de presse

#### Informativos
- Journal de 13 heures
- Journal de 18 heures (informativos régionales)
- Journal de 20 heures
- Journal de minuit.

#### Ocio
- Enfantines

#### Series
- Series tunecinas :
  - Choufli Hal
  - Dar Lekhlaa
  - Chez Azaïez
  - L'hôtel
  - Maktoub
  - Mnamet Aroussia
  - Casting
- Series egipcias :
  - Al âar
  - Ismahane
  - Nour Meriem

#### Deportes
- Dimanche Sport : émission sportive présentée par Razi Ganzoui puis par Rabii Bhouri ;
- Stade 7 : émission sportive présentée le lundi soir par Moez Ben Gharbia ;

#### Documentales
- La chute d'un régime corrompu